# Przemysław Inglot
Przemysław B. Inglot ps. Peter (ur. 16 stycznia 1924 w Lubaczowie, zm. 12 marca 1998 w Evanston) – polski żołnierz, przedsiębiorca, major inżynier, dowódca plutonu w 15 batalionie strzelców wileńskich 5 Brygady 5 Kresowej Dywizji Piechoty, oficer 2 Korpusu Polskiego.

## Życiorys
Urodził się 16 stycznia 1924 w Lubaczowie w woj. lwowskim (obecnie woj. podkarpackie). W latach 1930–1936 uczęszczał do szkoły powszechnej w Lubaczowie. W latach 1936–1939 uczęszczał do II Gimnazjum im. A. Witkowskiego w Jarosławiu.
30 sierpnia 1939 wstąpił na ochotnika do Przysposobienia Wojskowego. 28 czerwca 1940 cała rodzina Inglotów została aresztowana przez funkcjonariuszy NKWD i milicji, wywieziono ich bydlęcym wagonem do Nowosybirska; 18 lipca 1940 rodzinę Inglotów umieszczono w obozie pracy Szypicyno; 9 października 1941 został poinformowany przez NKWD, że jest wolnym obywatelem; 8 grudnia 1941 dostał telegram od płk. Leopolda Okulickiego wzywający do stawienia się w punkcie werbunkowym Wojska Polskiego; 17 grudnia 1941 rozpoczął służbę wojskową; 13 stycznia 1942 otrzymał przydział do 7 Dywizji Piechoty w Kerminie; 20 marca 1942 na własną prośbę został skierowany do Szkoły Podchorążych, ukończły ją jako kapral podchorąży; w lutym 1944 uzyskał małą maturę i w wieku 19 lat nominację na podporucznika, objął dowództwo plutonu w 15 Batalionie Strzelców Wileńskich 5 Brygady 5 Kresowej Dywizji Piechoty; 12–18 maja 1944 walczył pod Monte Cassino, zdobywając wzgórze „Widmo”. W czerwcu 1944 otrzymał od gen. Władysława Andersa krzyż Virtuti Militari za zdobycie przyczółka w Predapio.
W 1945 został skierowany przez płk. Leona Gnatowskiego do szkoły brytyjskiej na kurs dowódców kompanii. 19 maja 1946 otrzymał świadectwo maturalne. W 1947 wstąpił do Ośrodka Szkół Technicznych w Miliom Cumberland. W latach 1948–1952 studiował w Bournemouth Municipal College of Technology and Commerce, uzyskując 24 czerwca 1952 dyplom inżyniera elektryka. Od grudnia 1952 do maja 1953 pracował w departamencie technicznym Sherwin-Williams Co. Od maja 1953 do czerwca 1956 pracował w Midwest Coil and Tranformers Co. Od czerwca 1956 do lipca 1958 pracował jako asystent szefa biura w Schumacher Electric Corp. Od lipca 1958 do maja 1964 w Ouality Transformers Corp. przeszedł szczeble kariery od szefa biura do wiceprezydenta przedsiębiorstwa. W czerwcu 1964 uruchomił własny zakład Inglot Electronics Corp. produkujący transformatory. W 1987 pracował w Stowarzyszeniu Inżynierów Polskich w Chicago, Polish American Imigration and Relief Committee, Polish Welfare Association, przewodniczył korporacji wydającej w Chicago tygodnik „Polonia”, pełnił honorową funkcję Dyrektora Wykonawczego Fundacji Charytatywnej Kongresu Polonii Amerykańskiej.

## Ordery i odznaczenia
- Krzyż Srebrny Orderu Virtuti Militari (1944) nr 10865
- Krzyż Walecznych – za precyzyjne kierowanie ogniem w bitwie o Ankonę
- Złoty Krzyż Zasługi
- Krzyż Pamiątkowy Monte Cassino
- Medal Wojska
- Gwiazda za Wojnę 1939–1945
- Gwiazda Italii
- Medal Obrony
- Medal „Za udział w wojnie obronnej 1939”[2]

## Upamiętnienie
Patron Publicznego Gimnazjum Nr w Lubaczowie.

## Życie prywatne
Przemysław Inglot był synem Władysława i Kingi z domu Drożdżak. Był m.in. młodszym bratem Zdzisławy, która również przeszła szlak bojowy z Armią Andersa.
Zmarł 12 marca 1998 w Evanston w stanie Illinois w wieku 74 lat.